# Rhyscotus globiceps
Rhyscotus globiceps är en kräftdjursart som beskrevs av Gustav Budde-Lund1908. Rhyscotus globiceps ingår i släktet Rhyscotus och familjen Rhyscotidae. Inga underarter finns listade i Catalogue of Life.